# Nikko Boxall
Nikko Boxall (* 24. Februar 1992 in Auckland) ist ein neuseeländisch-samoanischer Fußballspieler.

## Karriere

### Klub
Nachdem Boxall in seiner Jugend für Auckland City gespielt hatte, ging er im Sommer 2011 zum Studieren in die USA und war dort für die Northwestern Wildcats aktiv. Anfang Januar 2015 verließ er die Vereinigten Staaten wieder und war bis zum Sommer beim deutschen Südwest-Regionalligisten SVN Zweibrücken aktiv. In der für das Team desaströsen Saison gehörte er zur Stammbesetzung der Mannschaft, welche alle Spiele verlor.
Als nächstes Verschlug es ihn nach Finnland, wo er für den Rest des Jahres sowie auch die Saison 2016 bei Vaasan PS spielte und die Saison 2017 bei Kuopion PS verbrachte. Weiter ging es ab Januar 2018 beim Viborg FF in Dänemark und danach nochmal von Sommer 2020 bis Ende 2021, zurück in Finnland, beim Seinäjoen JK. Dies war vorerst seine letzte Station in Europa, da er nun zurück in die Vereinigten Staaten ging. Hier bekam er beim USL-Championship-Klub San Diego Loyal einen Platz und kam in der dortigen Saison 2022 zu einigen Einsätzen. Für einen längerfristigen Vertrag reichte es jedoch nicht, womit er nach Saisonende erst einmal wieder ohne Klub dastand.
So kehrte er in seine Heimat Neuseeland zurück und war hier kurzzeitig für seinen ehemaligen Jugendklub Auckland City aktiv, mit dem er an der Klub-WM 2023 teilnahm. Danach spielte er bis Sommer des gleichen Jahres für Wellington Phoenix, kam hier in der A-League 2022/23 aber auch nur auf drei Kurzeinsätze. Wieder zurück in Finnland spielte er nun bis zum Ende des Jahres bei Inter Turku, verbuchte in der Meisterrunde aber auch nur einen Einsatz und verließ den Klub danach wieder.
Seit Mai 2024 ist er wieder zurück in Neuseeland. Zuerst spielte er bis März 2025 bei den Eastern Suburbs und seitdem erneut für Auckland City.

### Nationalmannschaft
Mit der neuseeländischen U20 nahm er unter anderem an der Ozeanienmeisterschaft 2011 teil.
Sein Debüt für die A-Nationalmannschaft hatte er am 24. März 2018 bei einer 0:1-Freundschaftsspielniederlage gegen Kanada. Hier stand er in der Startaufstellung und blieb über die komplette Spielzeit auf dem Feld. Anschließend folgten drei Einsätze in der Qualifikation für die Weltmeisterschaft 2022.

## Sonstiges
Sein Bruder Michael Boxall ist als Fußballspieler seit Sommer 2017 bei Minnesota United aktiv.